# Villapadierna
Villapadierna es una localidad española que forma parte del municipio de Cubillas de Rueda, en la provincia de León, comunidad autónoma de Castilla y León.

## Geografía

### Ubicación
| Noroeste: Pesquera         | Norte: Vidanes         | Noreste: El Valle de las Casas |
| Oeste: Santibáñez de Rueda |                        | Este: Cebanico                 |
| Suroeste Carbajal de Rueda | Sur: Palacios de Rueda | Sureste: Corcos                |

## Demografía
Evolución de la población
| Gráfica de evolución demográfica de Villapadierna entre 2000 y 2017 |
|                                                                     |
| Población de derecho (2000-2017) según el padrón municipal del INE  |

## Administración y política

### Alcaldía
| Periodo   | Nombre                        | Partido                                              |
| --------- | ----------------------------- | ---------------------------------------------------- |
| 1979-1983 | Elías Díez del Reguero        | Coalición Democrática (CD)                           |
| 1983-1987 | José María Fernández Cantoral | Alianza Popular Partido Democrático Popular (AP PDP) |
| 1987-1991 | Neftalí Treceño Llorente      | Alianza Popular PDP Partido Liberal (AP PDP PL)      |
| 1991-1995 | Herminio Fernández Fernández  | Partido Popular (PP)                                 |
| 1995-1999 | Herminio Fernández Fernández  | Partido Popular (PP)                                 |
| 1999-2003 | Teodorino Fernández Fernández | Partido Popular (PP)                                 |
| 2003-2007 | Agapito Ferreras Fernández    | Partido Popular (PP)                                 |
| 2007-2011 | Eladio Taranilla Estrada      | Partido Socialista Obrero Español (PSOE)             |
| 2011-2015 | Eduardo Ferreras Guerra       | Partido Popular (PP)                                 |
| 2015-2019 | David Ajenjo Blanco           | Partido Socialista Obrero Español (PSOE)             |
| 2019-2023 | Domingo Fernández Fernández   | Partido Socialista Obrero Español (PSOE)             |
| 2023-act. | Javier Moisés Díez Blanco     | Unión del Pueblo Leonés (UPL)                        |